# Nagy Ádám (zenész)
Nagy Ádám (Győr, 1973. augusztus 20. –) magyar gitáros, zeneszerző.

## Zenekarok
- Roy & Ádám Trió
- Wörk Projekt
- Hazugmagazin
- Tramps
- GM49
- The Hungries
- Ülőstrike
- Up!
- Tea
- Topó Hungarock Trupp
- Machine Mouse

## Előadók
- Cserháti Zsuzsa
- Somló Tamás
- Kamarás Iván
- Heincz Gábor Biga
- Szűcs Gabi
- Kentaur
- Emilio
- Szabó Leslie
- Kontor Tamás

## Diszkográfia
- Topó Hungarock Trupp - Az ördög nem alszik (1995)
- GNM - Hair (1996)
- Császár Előd - Butitájm (1997)
- Roy&Ádám - Tartsd életben (1998)
- Hooligans - Mesét Álmot Mámort (1998)
- Cserháti Zsuzsa - Adj még a tűzből (1999)
- Szenpáli Roland - I killed my lips (1999)
- Herczeg Judit - Minden nap veled van (1999)
- Roy&Ádám - Most jövünk mi! (2000)
- Presser Gábor - Szerelem második vérig (2002)
- Animal Cannibals - Mindent lehet (2002)
- Roy&Ádám - Ahogy érzed (2002)
- Emilio - Nagyon nagy világ (2003)
- Szabó Leslie - Van hová és van miért (2004)
- Roy&Ádám - Fullánk (2005)
- Oláh Ibolya - Édes méreg (2005)
- Kontor Tamás - Rengeteg év (2006)
- Szabó Leslie - A dalnok könyve (2007)
- Horváth Attila - Életmű (2008)
- Emilio - Miért búcsúznánk? (2008)
- Roy&Ádám - 10 év (2008)
- Roy&Ádám Trió - Küldözési mánia (2011)
- Mohamed Fatima - Mohamed Fatima (2013)
- Király István&G-Jam project - Melodic Vision (2013)
- Szabó Leslie - Bor,mámor,stb… (2014)
- Szűcs Gabi - Tűsarkú lépteim (2014)
- Wörk Projekt - Wörk Projekt (2015)

## Díjak
- Huszka Jenő díj (1998) az év könnyűzeneszerzője.
- Aranyzsiráf díj (2001) az év hangfelvétele kategória – Roy és Ádám Trió, „Most jövünk mi” c. album.
- Aranyzsiráf díj (2000) az év modern rock albuma kategória – Roy és Ádám Trió, „Tartsd életben!” c. album.
- Hangfoglalás Zenélni Díj (2013) - Az év zenekara - Roy és Ádám Trió (A díjat a Zenélni társadalmi kampányt kezdeményező szervezetek (HANOSZ, EJI, ARTISJUS, MAHASZ, Szerzők Egyesülete, Kőbányai Zenei Studió, Marock Egyesület, Magyar Zeneművészek és Táncművészek Szakszervezete) ítéllték oda a jelölteknek.)

## Külső hivatkozások
- royesadam
- royesadamtrio
- wörkprojekt
- hazugmagazin
- thehungries
- nagyadam